# Takie moje wędrowanie
Takie moje wędrowanie – trzeci album Antoniny Krzysztoń wydany w 1993 roku, na płycie artystce towarzyszy zespół Voo Voo. Kilkanaście lat później artystka nawiązała do tej współpracy na płycie Dwa Księżyce jeden z utworów dedykując Wojciechowi Waglewskiemu, a w tekście utworu odwołując się do „mej wędrówki”.
Album osiągnął status złotej płyty.

## Lista utworów
1. Perłowa łódź
muzyka: I Jah Man, tekst: Antonina Krzysztoń
2. Ach, w naszych czasach
muzyka: Antonina Krzysztoń, tekst: Petr Kotow
3. Mój przyjacielu
muzyka i tekst: Antonina Krzysztoń
4. Tam na brzegu kamienie śpiewają
muzyka i tekst: Antonina Krzysztoń
5. Idąc na spotkanie
muzyka i tekst: Antonina Krzysztoń
6. Lament św. Franciszka
muzyka i tekst: Antonina Krzysztoń
7. Proszę powróć
muzyka i tekst: Antonina Krzysztoń
8. Łąki
muzyka i tekst: Antonina Krzysztoń
9. Inny świat
 muzyka: melodia ludowa z Madagaskaru, tekst: Antonina Krzysztoń
10. Bywaj mi bywaj
muzyka i tekst: Antonina Krzysztoń
11. Z siatką na motyle
muzyka i tekst: Antonina Krzysztoń
12. Hymn o miłości
muzyka: Antonina Krzysztoń, tekst: św. Paweł z Tarsu
13. Psalm 23
muzyka: Antonina Krzysztoń, tekst: fragment Psalmu 23 (22)
14. Cóż masz
muzyka: Antonina Krzysztoń, tekst: wybór cytatów
15. Takie moje wędrowanie
muzyka i tekst: Antonina Krzysztoń

## Lista wykonawców
- Antonina Krzysztoń - śpiew
- Wojciech Waglewski - kierownictwo muzyczne, gitary, kora
- Mateusz Pospieszalski - saksofony, klarnet basowy, schenai, fletnia Pana
- Jan Pospieszalski - kontrabas, gitara basowa
- Piotr Żyżelewicz - perkusja, dzbanek
- Kuba - fletnia Pana
- Słoma - bębny
- Wojciech Przybylski - realizacja nagrań[2]